# Saarschleife

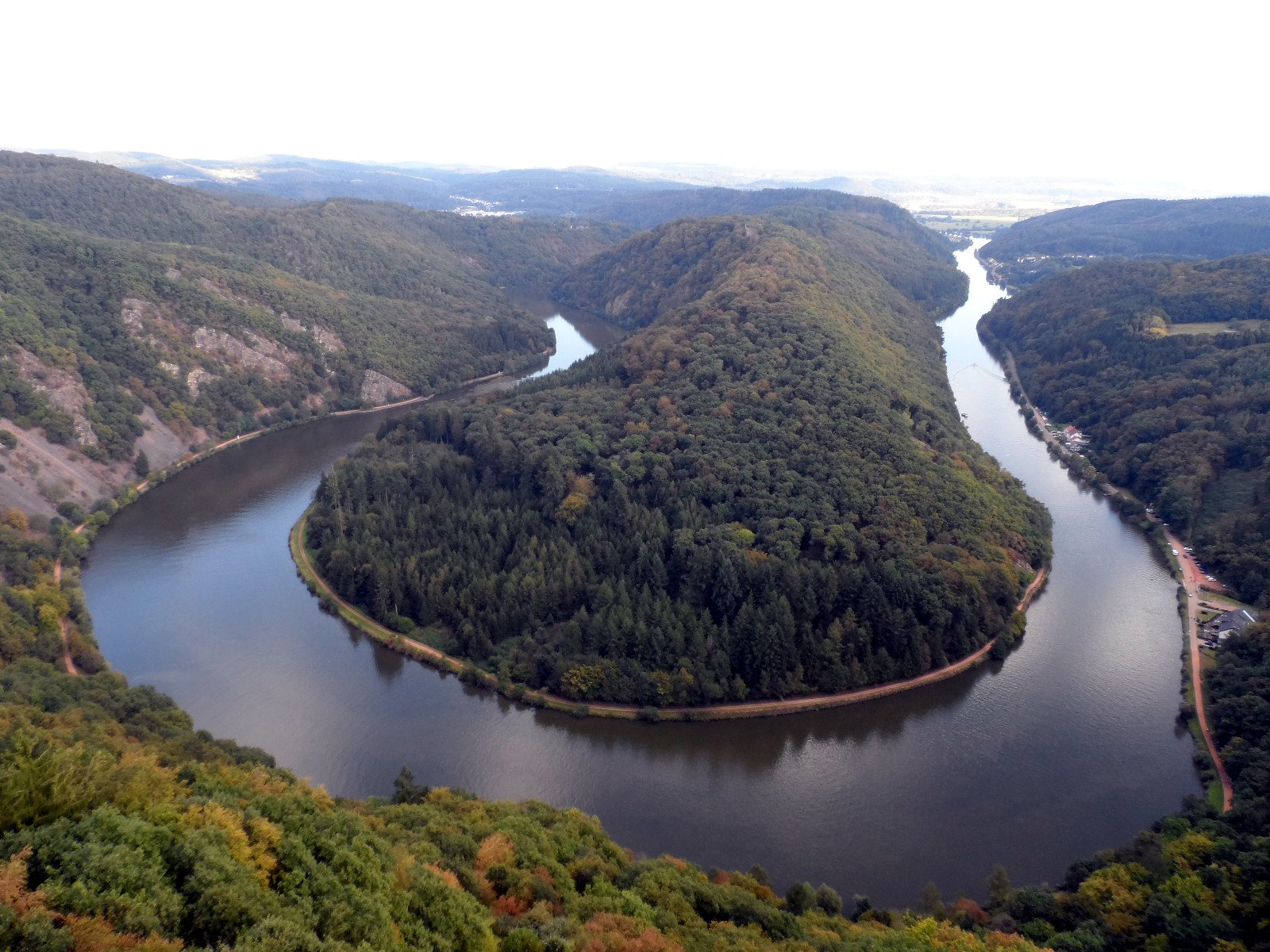
Saarschleife gezien vanaf de uitkijktoren

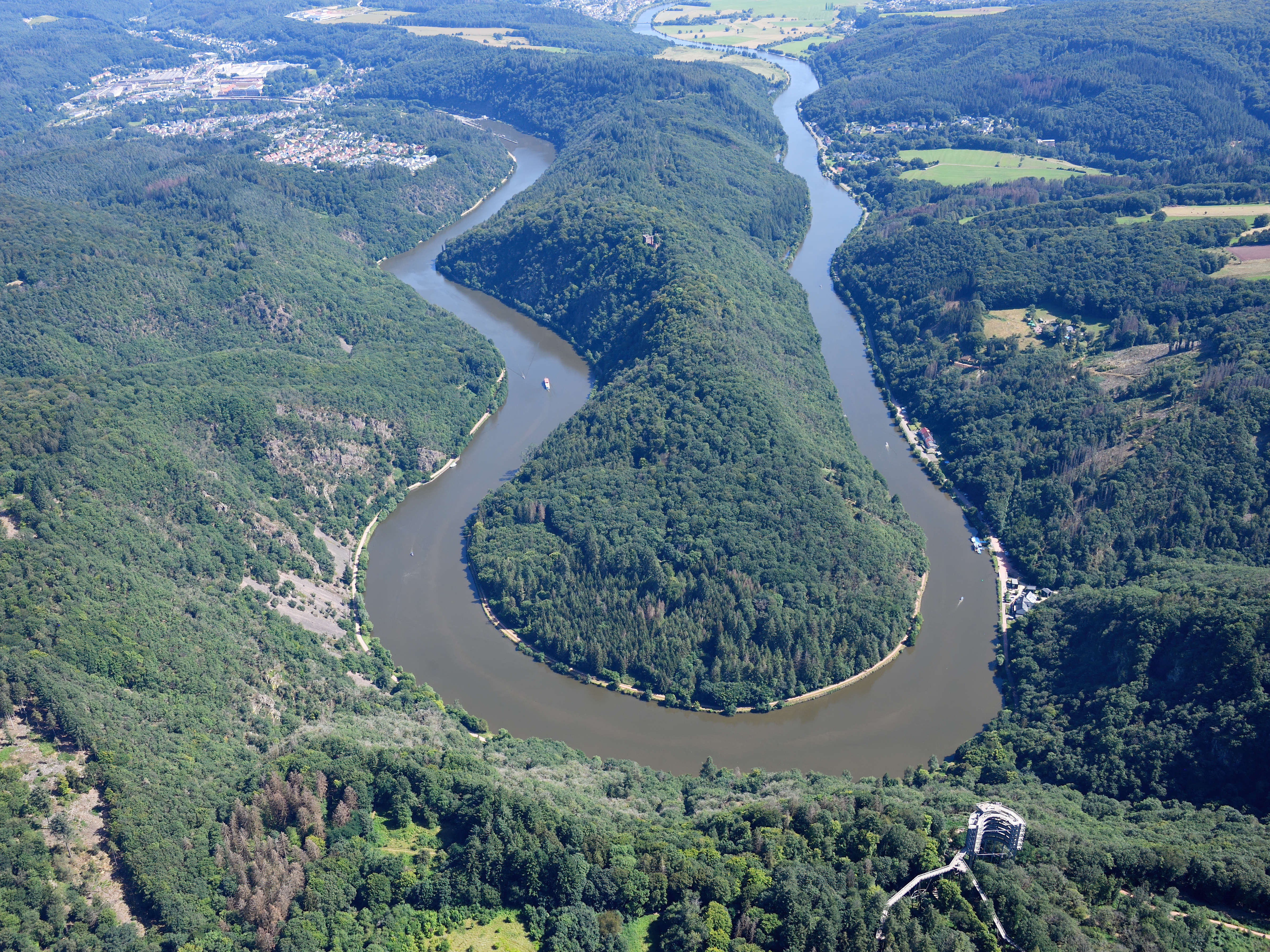
Luchtfoto van de Saarschleife. Op de bergrug ligt het kasteel Montclair. Rechtsonder de uitkijktoren van het boomtoppenpad.

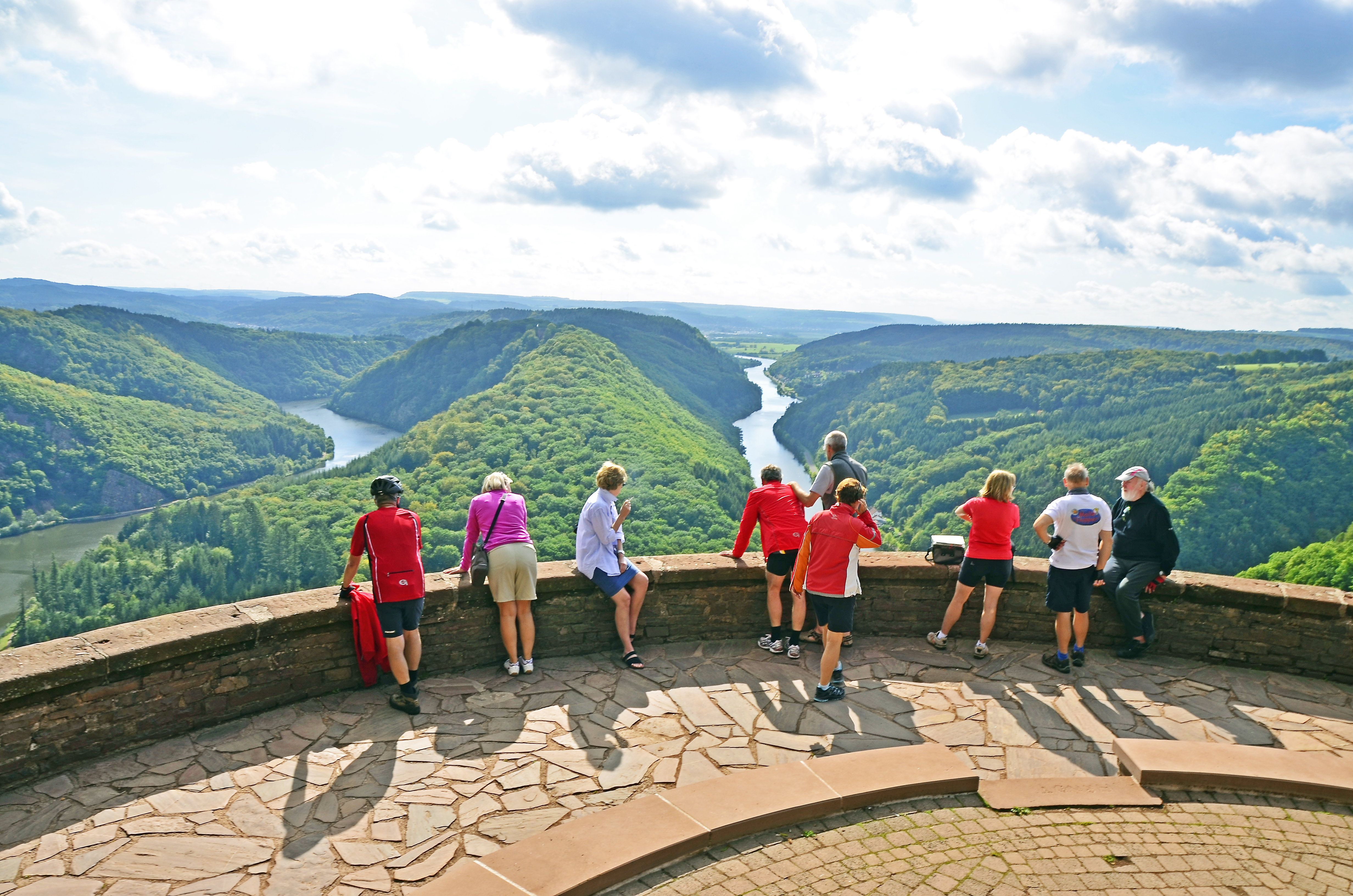
Zicht vanaf het historische uitkijkpunt Cloef

De Saarschleife is een haarspeldbocht die de rivier de Saar diep uitgeslepen heeft in het harde kwartsiet van de ondergrond. Dit doorbraakdal ligt veertien kilometer ten oosten van het drielandenpunt Duitsland-Luxemburg-Frankrijk en is een van de bekendste toeristische attracties van het Saarland.  

## Bebouwing en verkeer
De Saarschleife begint bij Besseringen, een wijk van de stad Merzig, en eindigt in Mettlach. Tussen de woonbebouwing van Besseringen en Mettlach ligt slechts twee kilometer in vogelvlucht, maar over de rivier is het ruim acht kilometer. De enige plaats die direct aan de Saarschleife ligt, is het dorp Dreisbach, waar een veerverbinding is naar de rotspunt in de binnenbocht van de lus. Daar liggen op de beboste heuvel de 18e-eeuwse kerk St. Gangolf met de overblijfselen van een voormalig kloostercomplex, en de ruïnes van de burcht Montclair, die uit de 12e en 15e eeuw dateren. 
Er lopen wandel- en fietspaden in de binnen- als de buitenbocht van de lus. Een gebied van ongeveer honderd hectare ten westen van de Saarschleife, dat bekend staat als het Steinbachtal, is een beschermd natuurgebied.

## Ontstaan van de Schleife
Stroomopwaarts, in het Merzigbekken, loopt de Saar door buntsandstein, maar bij de Schleife (de lus) heeft de rivier zich een weg gebaand door veel harder Devoon-kwartsiet. Daardoor is de bedding hier veel smaller. 
Het is niet duidelijk hoe het komt dat de Saar niet rechtdoor is gegaan tussen Besseringen en Mettlach. Rivieren kunnen soms hard gesteente binnendringen via zwakke zones met breuken en spleten, maar  een indringing van meer dan twee kilometer zou wel heel uitzonderlijk zijn. Waarschijnlijker is, dat de doorgang er eerder was dan de rivier.
Uit het bovenstroomse gebied heeft de Saar deeltjes buntsandstein meegevoerd, die neergeslagen zijn op het kwartsiet. Zulke afzettingslagen leveren aanwijzingen. Bij een rivier die in de loop van honderdduizenden jaren zelf een doorgang maakt, wordt het onderliggende materiaal gladgeslepen en liggen de afzettingslagen daar bovenop. In de Saarschleife is dat echter niet het geval: het materiaal is hier ongelijkmatig afgezet en heeft het reliëf in het kwartsiet opgevuld. Dat reliëf was er dus eerder dan de tegenwoordige Saar en waarschijnlijk was de doorgang er dus ook eerder dan de rivier. Toen de rivier er eenmaal was, werd het landschap opgestuwd in een proces van gebergtevorming, zodat het water de doorgang steeds verder uitsleep terwijl het landschap oprees. Het uitslijpen verliep niet gelijkmatig, maar in fasen, wat te zien is aan de terrasvorming in de binnenbocht, de glij-oever.
De rotspunt waar de Saar omheen stroomt is vier kilometer lang en steekt 150 meter boven de Saar uit. Het gebied van de Saarschleife is grotendeels bedekt met bos. Op de restanten van het buntsandstein ligt een beukenbos. Op het kwartsiet overheersen de haagbeuken en eiken, die op steile hellingen niet uitgroeien tot bomen, maar struikachtig blijven. Op de beschutte hellingen heerst een mild, submediterraan Atlantisch microklimaat waar hulst kan gedijen. Op de verweerde puinhellingen, de zogenaamde "Rosseln", kunnen alleen korstmossen en mossen zich handhaven.